# Грб Парагваја
Грб Парагваја је званични хералдички симбол јужноамеричке државе Парагвај. Грб потиче из године 1820. године.

## Опис грба
Грб се налази на позадини беле боје са црвеним кругом на којем је натпис "República del Paraguay" ("Република Парагвај"). Унутар грба налазе се маслинова и палмина грана. Маслинова грана представља мир, а грана палме симболизује тропске земље. У самој средини грба је жута петокрака звезда на плавој позадини и представља јединство.
Наличје грба састоји се од два концентрична круга у којима је жути лав испод црвене капе слободе на штапу и речи "Paz y Justicia" (мир и правда). Најчешће се може видети на новчаницама националне валуте, гварани.
Исти мотиви се могу видети и на застави Парагваја.